# UFC on Fox: Weidman vs. Gastelum

UFC on Fox: Weidman vs Gastelum (também conhecido como UFC on Fox 25) foi um evento de artes marciais mistas (MMA) produzido pelo Ultimate Fighting Championship, realizado no dia 22 de julho de 2017, no Nassau Veterans Memorial Coliseum em Uniondale, Nova York.

## Background
O evento será o primeiro que o UFC recebe em Long Island.
O evento é esperado para ser encabeçado por um combate no peso-médio, entre o ex-Campeão Peso Médio do UFC, Chris Weidman, e o vencedor do The Ultimate Fighter: Team Jones vs. Team Sonnen, Kelvin Gastelum.
Um combate no peso-pena entre dois ex-desafiantes ao título dos penas, Ricardo Lamas e Chan Sung Jung, foi originalmente programado para ser o combate co-principal do evento. A luta foi originalmente programada para ocorrer em julho de 2013, no UFC 162, mas Jung foi retirado da luta para lutar pelo título contra o então campeão, José Aldo, no UFC 163. No dia 12 de Maio, a luta foi confirmada para o UFC 214.
Um combate no peso-meio-pesado entre Gian Villante e Patrick Cummins foi originalmente reservado para o UFC Fight Night: Lewis vs. Abdurakhimov, em dezembro de 2016. No entanto, Cummins se retirou uma semana antes do evento, devido a uma infecção. A luta, então, foi remarcada para este evento.
Uma luta no peso-pesado entre Christian Colombo e Damian Grabowski estava prevista para acontecer no UFC Fight Night: Gustafsson vs. Teixeira. No entanto, o confronto foi descartado, pois ambos os lutadores se lesionaram. A luta foi remarcada para acontecer neste evento. No entanto, Colombo foi removido em 22 de junho, por motivos não divulgados, e foi substituído por Chase Sherman.
Alessio Di Chirico enfrentaria Rafael Natal, mas ele foi retirado da luta semanas antes do evento, devido a uma lesão no pescoço, e foi substituído pelo recém-chegado na promoção, Eryk Anders.

## Bônus da Noite
Os lutadores receberam $50.000 de bônus
- Luta da Noite:  Elizeu dos Santos vs.   Lyman Good
- Performance da Noite:  Alex Oliveira e  Júnior Albini